# Mer de Rhûn
La Mer de Rhûn est une mer intérieure fictive située dans l'est de la Terre du milieu. Elle mesure approximativement 200 kilomètres du nord au sud, et autant d'est en ouest (soit près de 40 000 kilomètres carrés), d'après les cartes de J. R. R. Tolkien.
Elle est bordée par une étendue boisée au nord-est et par un massif de collines au sud-ouest. Son principal affluent est la Carnen (« Fleuve rouge » en sindarin), qui prend sa source aux Collines de Fer, lui-même alimenté par le Celduin (« Rivière vive » en sindarin), qui naît à la Montagne Solitaire. La Carnen se jette dans la Mer de Rhûn en son nord-ouest. Une île se dresse en son centre ; elle n'apparaît pas sur toutes les cartes de la Terre du Milieu.
Une théorie, formulée entre autres par Christopher Tolkien, voudrait que la Mer de Rhûn soit « identifiée avec la Mer d'Helkar, fortement rapetissée ». Karen Wynn Fonstad adopte cette hypothèse dans son Atlas of Middle-earth. Dans The Peoples of Middle-earth est mentionnée l'existence de la Mer de Rhûn au Premier Âge, mais cet ouvrage n'apporte pas plus de renseignements sur l'identification possible entre Rhûn et Helkar.  
D'autres hypothèses plus audacieuses, assimilant par exemple la Mer d'Helkar à une simple légende, ont vu le jour.